# Aristolochia burelae
Aristolochia burelae Herzog – gatunek rośliny z rodziny kokornakowatych (Aristolochiaceae Juss.). Występuje naturalnie w północnej Argentynie, północno-zachodniej części Paragwaju, Boliwii, Peru i zachodniej Brazylii (w stanach Acre oraz Amazonas).

## Morfologia
PokrójBylina pnąca o owłosionych pędach.
LiścieMają podłużnie lancetowaty kształt. Mają 5,5–12 cm długości oraz 3,5–8,5 cm szerokości. Z ostrym wierzchołkiem. Są owłosione od spodu. Ogonek liściowy jest owłosiony i ma długość 1,5–2 cm.
KwiatyPojedyncze. Mają rurkowaty lub podłużnie lancetowaty kształt. Dorastają do 5 cm długości.